# The Killer Shrews
The Killer Shrews este un film SF american din 1959 regizat de Ray Kellogg (debut regizoral). În rolurile principale joacă actorii James Best, Ken Curtis, Ingrid Goude.

## Actori
- James Best - Thorne Sherman
- Ingrid Goude - Ann Cragis
- Ken Curtis - Jerry Farrell
- Gordon McLendon - Dr. Radford Baines
- Baruch Lumet - Dr. Marlowe Cragis
- "Judge" Henry Dupree - Rook
- Alfred DeSoto - Mario